# カオルソ
カオルソ（伊: Caorso）は、イタリア共和国エミリア＝ロマーニャ州ピアチェンツァ県にある、人口約4,700人の基礎自治体（コムーネ）。

## 地理

### 位置・広がり

#### 隣接コムーネ
隣接するコムーネは以下の通り。括弧内のLOはローディ県所属を示す。
- カゼッレ・ランディ (LO)
- カステルヌオーヴォ・ボッカ・ダッダ (LO)
- コルテマッジョーレ
- モンティチェッリ・ドンジーナ
- ピアチェンツァ
- ポンテヌーレ
- サン・ピエトロ・イン・チェッロ

### 気候分類・地震分類
カオルソにおけるイタリアの気候分類 (it) および度日は、zona E, 2511 GGである。
また、イタリアの地震リスク階級 (it) では、zona 3 (sismicità bassa) に分類される。

## 行政

### 分離集落
カオルソには、以下の分離集落（フラツィオーネ）がある。
- Muradolo, Zerbio, Roncarolo, Fossadello